# Зузин, Николай Александрович
Зузин Николай Александрович 20 июля [1 августа] 1835 — 01 [13] июля 1891, похоронен в селе Сущёво Костромского уезда — Штабс-капитан в отставке (1863). Участник Крымской войны (1853—1856) и Севастопольской обороны (1854—1855). В дальнейшем, являлся видной фигурой в костромском земстве. Владелец усадьбы Денисово Костромского уезда. Статский советник. Потомственный дворянин.

## Биография
Родился в Костормской губернии 20 июля 1835 году в семье потомственного дворянина из древнего рода Зузиных. Воспитание получил в Дворянском полку.
В возрасте 18 лет, в звании прапорщика артиллерии, принял участие в Крымской войне (1853—1856). Менее чем через год был повышен в звании до подпоручика и участвовал в составе 6-й легкой батареи 16-й артиллерийской бригады в 11-ти месячной обороне Севастополя: непосредственно в Альминском сражении (08.09.1854) и в сражении на Чёрной речке (04.08.1855). После окончания Крымской войны повышен в звании до поручика. В отставку вышел в 1863 году в звании штабс-капитана.
Гражданскую службу начал в Саратовской губернии помощником исправника Сердобского уезда (24.01.1864), далее: исправником уездного полицейского управления по г. Кузнецку, Саратовской губернии и исправником Кузнецкого (13.05.1864) и Балашовского (29.10.1865) уездов (в отставке с 16.06.1867).
После женитьбы с семьей переехал на родину в Кострому, где последовательно занимал должности:
 Председатель Костромской уездной земской управы (1871—1876). 
Почетный мировой судья Костромского уезда (1872—1893). 
Гласный и член подготовительной комиссии Костромской городской думы (1879—1891). 

Первый Председатель Костромского городского взаимного от огня страхование общества (1884 г.), Устав которого был утвержден 31 марта, а деятельность началась с 1 августа 1884.

Председатель Ярославского отделения Крестьянского поземельного банка (02.04.1887).

Усадьба Денисово Зузиных, Кострома

Владелец усадьбы Денисово Костромского уезда с 715 десятинами земли.Усадьба перешла во владение отца - Зузина Александра Ивановича, отставного майора, уже в 1846 г..
Умер 01 июля 1901 года. Похоронен в селе Сущёво Костромского уезда, где его пра-дед премьер-майор Зузин Родион (Иродион) Григорьевич в 1776 г. воздвиг каменный Христово-Рождественский храм.

## Воинские звания и гражданские чины
Статский советник

штабс-капитан — 01.07.1863, в отставке с 26.11.1863; 
поручик — 23.09.1856;
подпоручик — 06.09.1854;
прапорщик — 13.08.1853.

## Награды
Кавалер орденов и медалей:
- Орден Святого Станислава II степени
- Орден Святой Анны III
- Орден Святого Станислава III степени
- Орден Святой Анны IV степени с надписью «за храбрость»
- Медаль «В память войны 1853—1856»
- Медаль «За защиту Севастополя»

## Семья

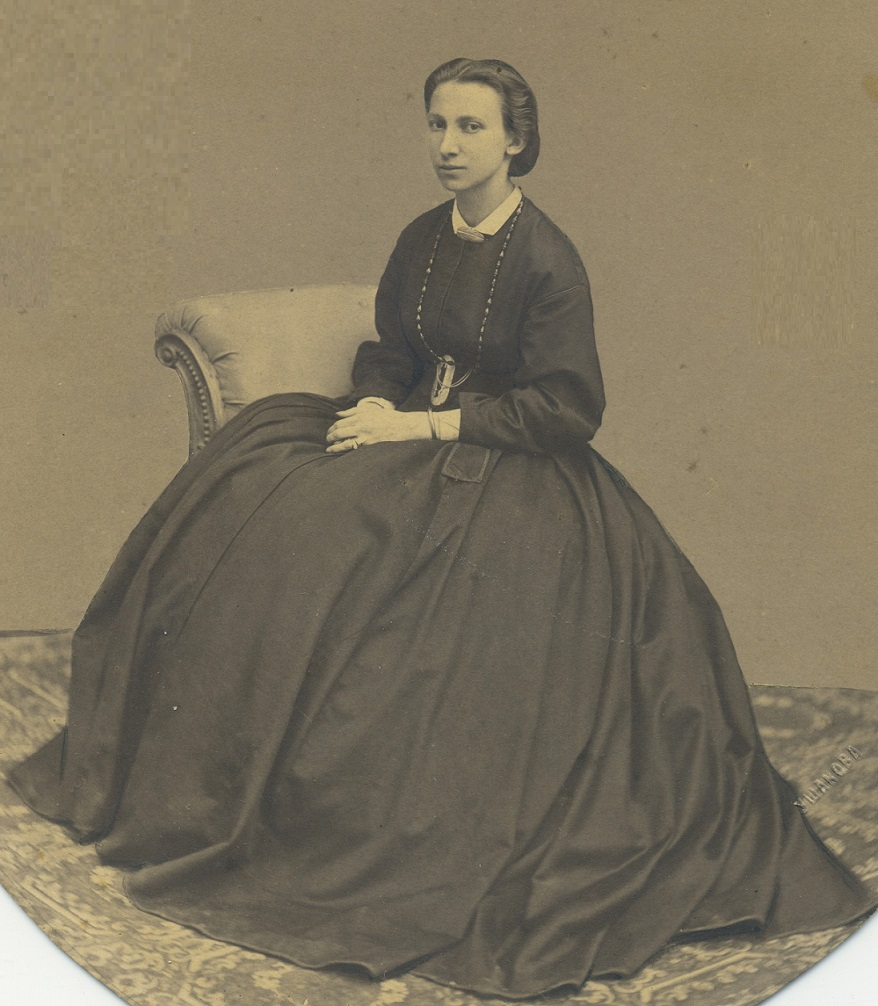
жена — Варвара Алексеевна Зузина (Шахматова)

жена — Зузина (Шахматова) Варвара Алексеевна (1840—1908) из древнего русского дворянского рода Шахматовых Саратовской ветви, дочь действительного статского советника А. А. Шахматова (1797—1868).
дети:
- Зузин Сергей Николаевич (1866 г.р.)
- Зузин Борис Николаевич (1868 — после 1920). Член IV Государственной думы от Костромской губернии.
 Жена: Зузина (Куприянова) Елизавета Николаевна (1875 — после 1920).
- Зузин Михаил Николаевич (1870—1940). Офицер флота — отставной генерал-майор с чином капитана 1 ранга (1913). Был предпоследним губернским предводителем дворянства (1908—1914) в Костроме. В марте 1917 г. был председателем Центрального комитета офицеров флота (Цеофлот)[5].
Жена: Зузина (Князева) Вера Леонидовна (±1886—†), дочь тайного советника и егермейстера Высочайшего Двора Л. М. Князева.
- Трирогова (Зузина) Наталия Николаевна (±1875—1942). Состояла в браке с двоюродным братом по линиям их матерей. Умерла в начале 1942 г. от голода в блокадном Ленинграде, отдавая продуктовые карточки родственникам.
 Муж: Трирогов Григорий Владимирович (1871—1940), сын тайного советника, директора Департамента Общих Дел Министерства Государственных Имуществ В. Г. Триpогова. Служил по Лесному департаменту Министерства Государственных Имуществ, в том числе исправлял должность помощника начальника Управления Земледелия и Гос. Имуществ Главного Управления Землеустройства и Земледелия МВД по Новгородской губернии. После революции служил по Лесному ведомству в Новгородской обл.